# Кныш, Владимир Николаевич
Влади́мир Никола́евич Кны́ш (укр. Володимир Миколайович Книш; род. 24 декабря 1970, Днепропетровск) — советский и украинский футболист и тренер

## Игровая карьера
Воспитанник школы «Днепр-75». После завершения обучения играл в дубле «Днепра». Во взрослом футболе дебютировал в 1990 году в команде «Алга» (Фрунзе). После обретения Украиной независимости, Кныш перешёл в криворожский «Кривбасс». С этой командой футболист завоевал путёвку в высшую лигу, в которой и дебютировал в 1992 году. Далее в высшем дивизионе играл за ровненский «Верес». Игровую карьеру завершил в двадцатичетырёхлетнем возрасте.

## Тренерская карьера
Тренерскую карьеру начинал в УФК (Днепропетровск), после чего работал в структуре днепропетровского «Днепра». С 2012 года работал со взрослыми командами. Тренировал молдавскую «Академию УТМ», стрыйскую «Скалу», «Олимпик» (Петриковка) и «Нефтяник-Укрнефть».
С 2018 года работал в структуре клуба «ВПК-Агро», тренером-аналитиком, а позже — директором клуба. В октябре 2020 года из-за эпидемии COVID-19, ряд игроков и персонала клуба (включая главного тренера команды Сергея Соловьёва) не могли выполнять свои обязанности, в связи с чем исполняющим обязанности главного тренера был назначен Владимир Кныш. Под его руководством команда, без ряда основных игроков, одержала победу над ивано-франковским «Прикарпатьем», а сам Кныш был признан лучшим тренером тура в Первой лиге